# Calceolaria brunellifolia
Calceolaria brunellifolia är en toffelblomsväxtart som beskrevs av Rodolfo Amando Philippi. Calceolaria brunellifolia ingår i släktet toffelblommor, och familjen toffelblomsväxter. Inga underarter finns listade i Catalogue of Life.